# Earl Wrightson
Earl Wrightson (Baltimora, 1º gennaio 1916 – East Norwich, 7 marzo 1993) è stato un baritono e attore teatrale statunitense.

## Biografia
Studiò canto lirico prima nella natia Blatimora e poi a New York durante gli anni 30, sotto la supervisione di Robert Weede. Dopo i primi lavori radiofonici, Wrightson fece il suo debutto a Broadway nel 1944 con il musical The New Moon, a cui seguì The Firebrand of Florence l'anno successivo. A partire dagli anni 50 il baritono cominciò a lavorare estensivamente nel circuito del teatro regionale, iniziando nel 1957 con il musical Premio Pulitzer South Pacific. Successivamente Wrightson continuò a interpretare ruoli principali in musical di grande successo, tra cui Kiss Me, Kate (1962), Camelot (1966), A Little Night Music (1976) e The Sound of Music (1980).
In diversi di questi musical recitò accanto alla compagna Lois Hunt, con cui ebbe una lunga relazione dopo essersi separato dalla moglie Alta Markey. I due formarono un proficuo sodalizio anche sulle scene, esibendosi, tra gli altri, per il presidente Lyndon Johnson e la first lady Lady Bird. Attivo anche in campo televisivo, presentò la serie antologica The American Musical Theater per tre anni e in questa veste vinse un Emmy Award.